# ɤ̂
Cette page contient des caractères spéciaux ou non latins. S’ils s’affichent mal (▯, ?, etc.), consultez la page d’aide Unicode.
Ɤ̂ (minuscule : ɤ̂), ou cornes de bélier accent circonflexe, est un graphème utilisé dans l’écriture du dan de l’Est et du goo. Il s’agit de la lettre cornes de bélier diacritée d’un accent circonflexe.

## Représentations informatiques
Le cornes de bélier accent circonflexe peut être représenté avec les caractères Unicode suivants  :
- décomposé (Alphabet phonétique international, diacritiques)[1],[2],[3]

| formes    | représentations | chaînes de caractères | points de code | descriptions                                                            |
| --------- | --------------- | --------------------- | -------------- | ----------------------------------------------------------------------- |
| majuscule | Ɤ̂               | ꟍ◌̂                    | U+A7CD U+0302  | lettre majuscule latine cornes de bélier diacritique accent circonflexe |
| minuscule | ɤ̂               | ɤ◌̂                    | U+0264 U+0302  | lettre minuscule latine cornes de bélier diacritique accent circonflexe |